# Guernsey
Guernsey (/ˈɡɜːrnzi/ ⓘ; tiếng Guernésiais: Guernési; tiếng Pháp: Guernesey) là hòn đảo lớn thứ hai về diện tích cũng như dân số trong Quần đảo Eo biển, xếp sau Jersey. Nó nằm cách Bán đảo Cotentin, Normandy 27 dặm (43 km) về phía Tây. Guernsey cùng với ba hòn đảo có người ở khác (Herm, Jethou và Lihou) và nhiều đảo nhỏ và bãi đá tạo thành phần chính của Địa hạt Guernsey, một trong ba Lãnh địa vương quyền của Vương quốc Liên hiệp Anh và Bắc Ireland chịu sự tài phán trực tiếp từ quân chủ Anh. Khu vực tài phán Guernsey và các đảo trực thuộc của nó có dân số 63.950 người và diện tích 24 dặm vuông (62 km2), chiếm 79,5% diện tích và 95% dân số của Địa hạt Guernsey.

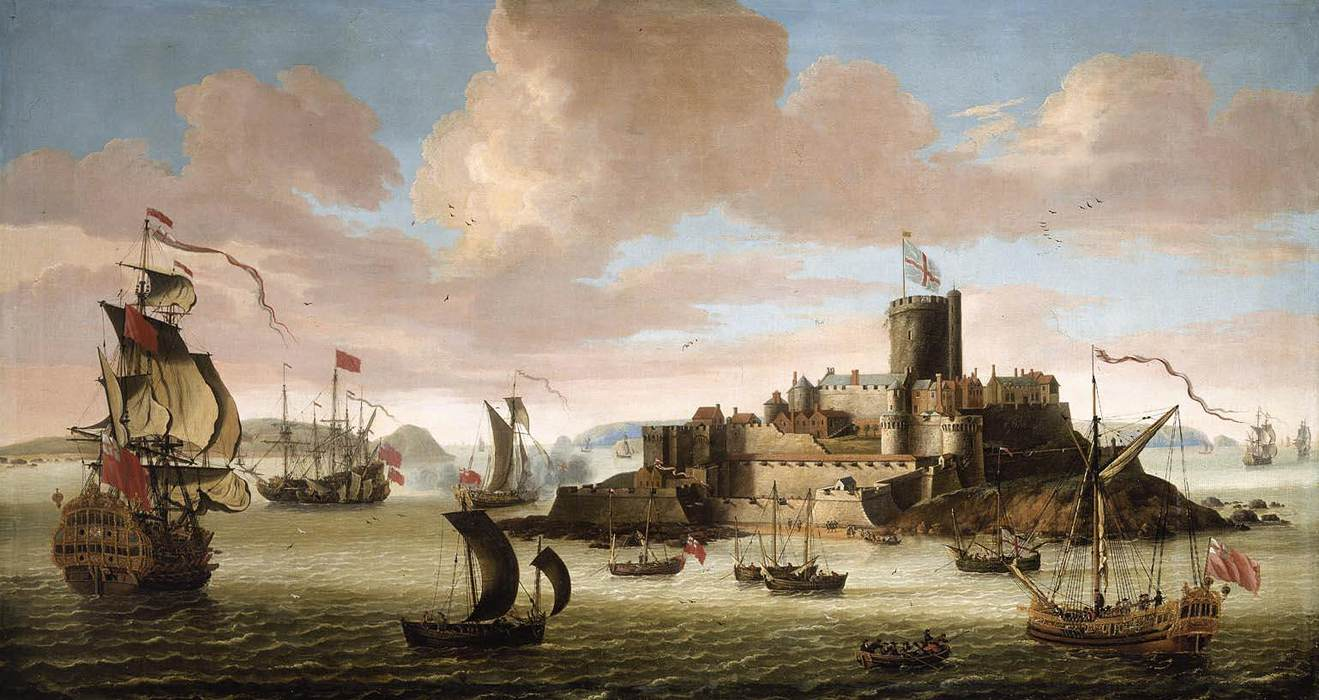
Lâu đài Cornet trên bến cảng Cảng St Peter vào nửa sau thế kỷ XVIII

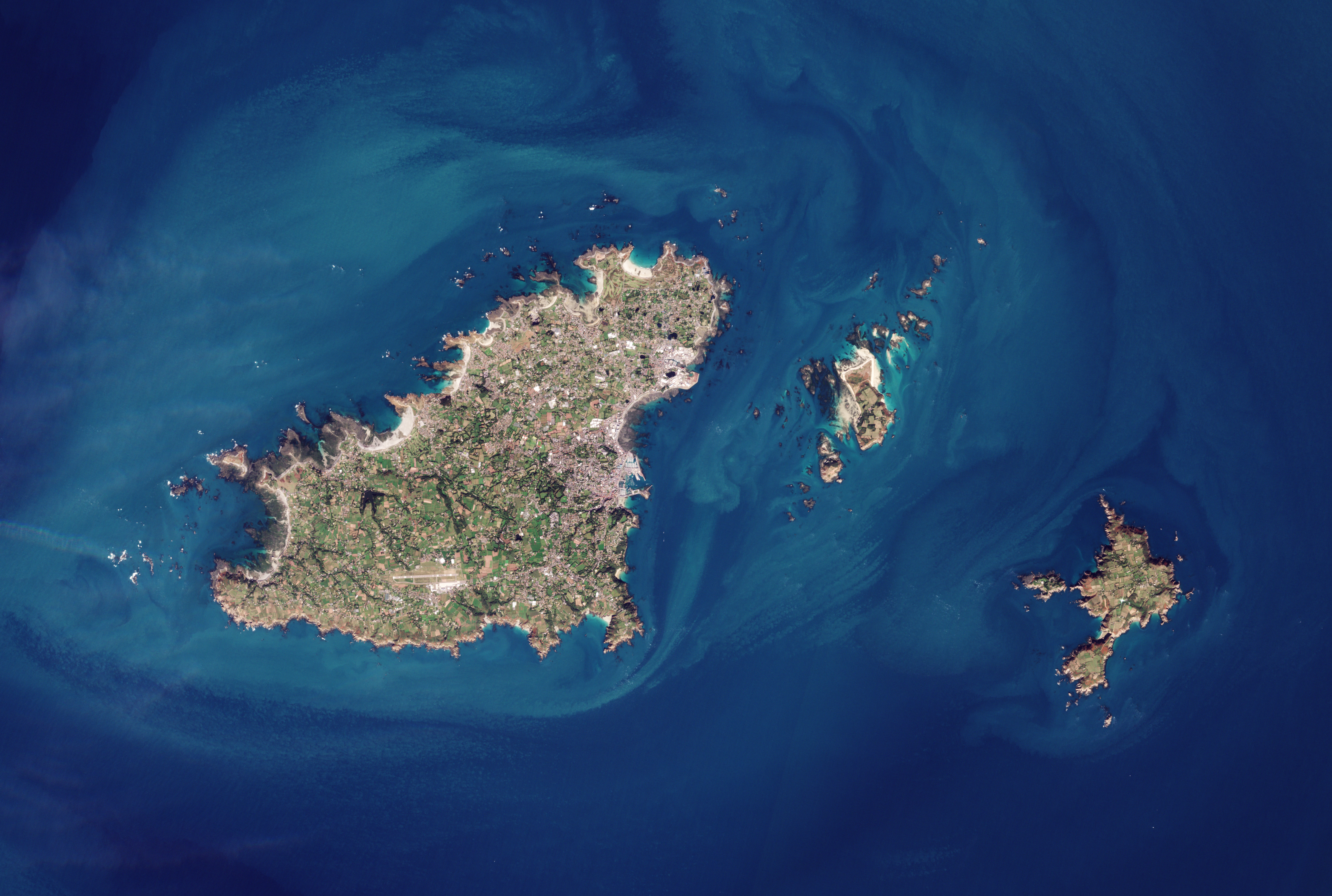
Các đảo Guernsey, Herm và Sark (trái sang phải) nhìn từ không gian

Guernsey là một phần của Công quốc Normandy cho đến năm 1204, khi công quốc rơi vào tay của Vương quốc Pháp, người dân trên Quần đảo Eo biển vẫn trung thành với Vương quốc Anh nên đã tách khỏi lục địa Normandy thuộc Pháp. Năm 1290, Quần đảo Eo biển được phân chia về mặt hành chính và Guernsey trở thành một phần của Địa hạt Guernsey, phần còn lại là Địa hạt Jersey. Trong Chiến tranh thế giới thứ hai, Guernsey bị Phát xít Đức xâm lược và chiếm đóng. Sau 5 năm, hòn đảo được giải phóng vào ngày 9 tháng 5 năm 1945, được kỷ niệm hàng năm là Ngày Giải phóng.
Guernsey được quản lý như một phần của Địa hạt Guernsey, một Lãnh địa vương quyền của Vương quốc Anh. Do đó, hòn đảo không phải là một phần của Vương quốc Anh và cũng không phải là một Lãnh thổ hải ngoại thuộc Anh, mặc dù chính phủ Vương quốc Anh có một số trách nhiệm về đối ngoại và quốc phòng với Địa hạt này. Quốc vương Anh là nguyên thủ quốc gia và người đứng đầu chính phủ là Chủ tịch Ủy ban Chính sách và Tài nguyên. Quốc hội và chính phủ của khu vực tài phán là Nghị viện Guernsey. Hòn đảo được chia thành 10 giáo xứ.
Ngành công nghiệp lớn nhất của Guernsey là dịch vụ tài chính, tiếp theo là du lịch và nông nghiệp. Hòn đảo này đặc biệt nổi tiếng với gia súc. Văn hóa của Guernsey chịu ảnh hưởng mạnh mẽ của Anh, thể hiện rõ qua việc lãnh thổ này sử dụng đồng bảng Anh và tình trạng tiếng Anh là ngôn ngữ mẹ đẻ chính. Văn hóa Norman và Pháp cũng có tác động, chẳng hạn như ngôn ngữ truyền thống của hòn đảo, tiếng Guernésiais vẫn còn được sử dụng. Ngoài ra, nhà văn Pháp Victor Hugo đã sống lưu vong 15 năm ở Guernsey, nơi ông đã viết một số tác phẩm nổi tiếng nhất của mình.

## Địa lý

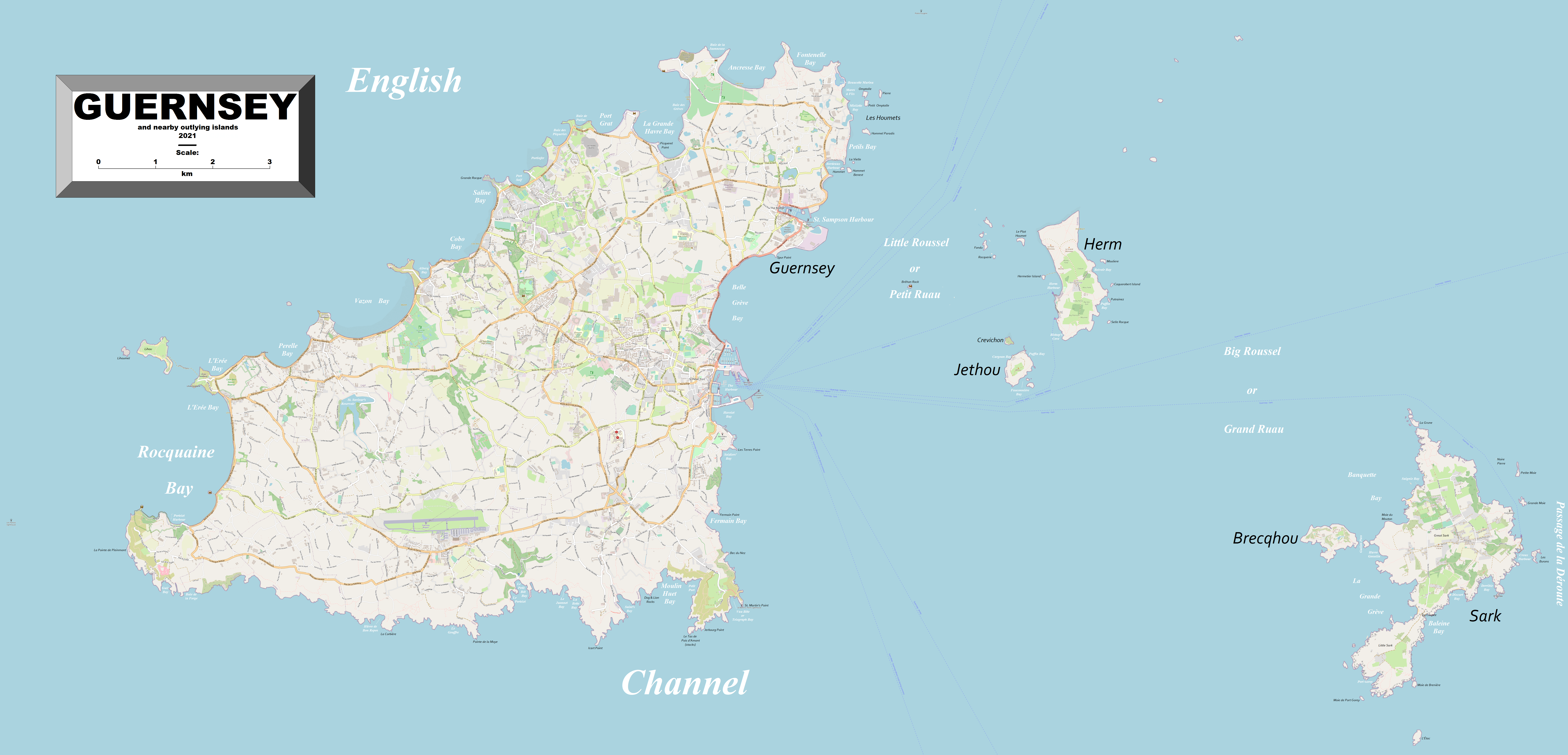
Bản đồ chi tiết Guernsey và các đảo lân cận

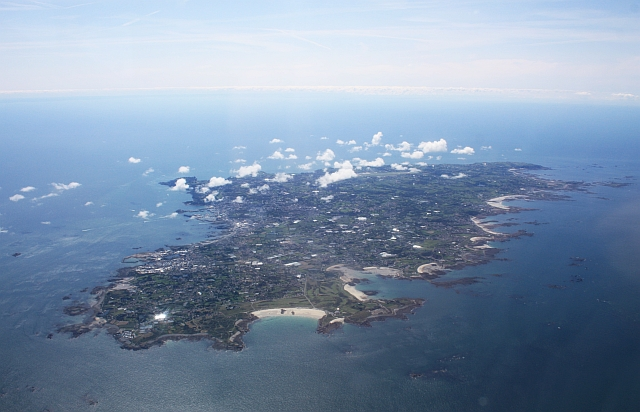
Guernsey nhìn từ trên không